# Flore
Pour les articles homonymes, voir Flore (homonymie).

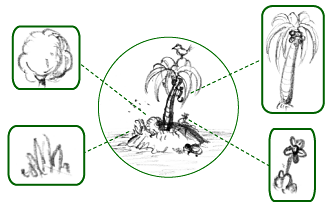
Flore d'une île.

La flore est l'ensemble des espèces végétales présentes dans un espace géographique ou un écosystème déterminé (par opposition à la faune).
Par extension de sens et par analogie, le terme « flore » ou « microflore » désigne aussi l'ensemble des micro-organismes présents en un lieu donné. On parle de flore intestinale ou de flore cutanée pour les bactéries présentes dans l'intestin ou à la surface de la peau, par exemple. Le terme de flore est scientifiquement incorrect et fait référence à l'époque où les bactéries étaient classées dans le règne végétal. La communauté scientifique l'a ainsi rebaptisé microbiote qui évoque, sémantiquement, davantage des micro-organismes vivants (grec bios, « vie ») qu'un monde végétal suggéré par le mot flore.
Par extension, il désigne aussi les ouvrages répertoriant et décrivant ces espèces, et servant à déterminer les plantes (à les identifier). Le nombre d'espèces à décrire étant très important, les flores à destination du grand public se limitent souvent aux végétaux vasculaires ou aux plantes à graines et à leurs principales espèces.

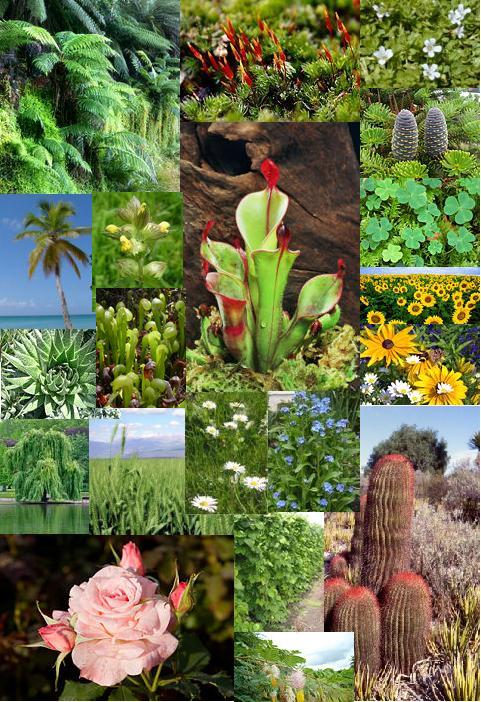
Flore

Les collections de spécimens servant à définir les différentes espèces sont conservées dans des herbiers. Ce réseau d'herbiers à travers le monde est très important. C'est la référence qui permet aux botanistes de s'y retrouver et de faire le point entre les dénominations et découvertes anciennes et les identifications actuelles.
On ne doit pas confondre le terme de flore avec celui de végétation : la flore d'une zone géographique est la liste des plantes de cette zone (flore des Alpes, flore du Bassin Parisien, flore d'Angleterre, etc.), la végétation est le regroupement de certaines plantes en formations végétales déterminées par une flore spécifique et la dominance d'un type biologique. Ainsi, on peut reconnaître des forêts, des prairies, savanes et brousses tempérées, des cultures, des landes, des tourbières, etc. (voir phytosociologie).
La floristique est l'étude de la flore.

## Classification

### Plantes à fleurs (Angiospermes)
Pour une description des familles d'angiospermes du monde vous pouvez commencer par :
- Classification APG (présentation ordonnée selon leur phylogénie des familles de plantes à fleurs du monde) ;
- Familles de plantes à fleurs par ordre alphabétique.

Pour des descriptions régionales voir :
- Flore de l'Île-de-France ;
- Flore des Alpes (liste alphabétique des angiospermes du massif alpin) ;
- Flore des Pyrénées ;
- Flore du Massif central ;
- Liste des familles botaniques présentes en Bourgogne ;
- Familles d'angiospermes présentes en Nouvelle-Calédonie par ordre alphabétique.

### Plantes à graines (angiospermes et gymnospermes)
Pour une liste par écozone des espèces par nom scientifique et par ordre alphabétique, vous pouvez essayer :
- Écozone paléarctique ;
- Écozone australasienne ;
- Écozone indomalaise ;
- Écozone néarctique ;
- Écozone afrotropicale ;
- Écozone néotropicale ;
- Écozone océanienne ;
- Écozone antarctique.

### Plantes à graines sans fleurs
Il n'existe pas de liste pour l'instant mais vous pouvez essayer :
- Spermaphytes.

Pour une liste régionale vous pouvez consulter :
- Liste des familles botaniques présentes en Bourgogne.

### Plantes vasculaires sans graines ni fleurs
Il n'existe pas de liste pour l'instant mais vous pouvez essayer :
- Ptéridophytes.

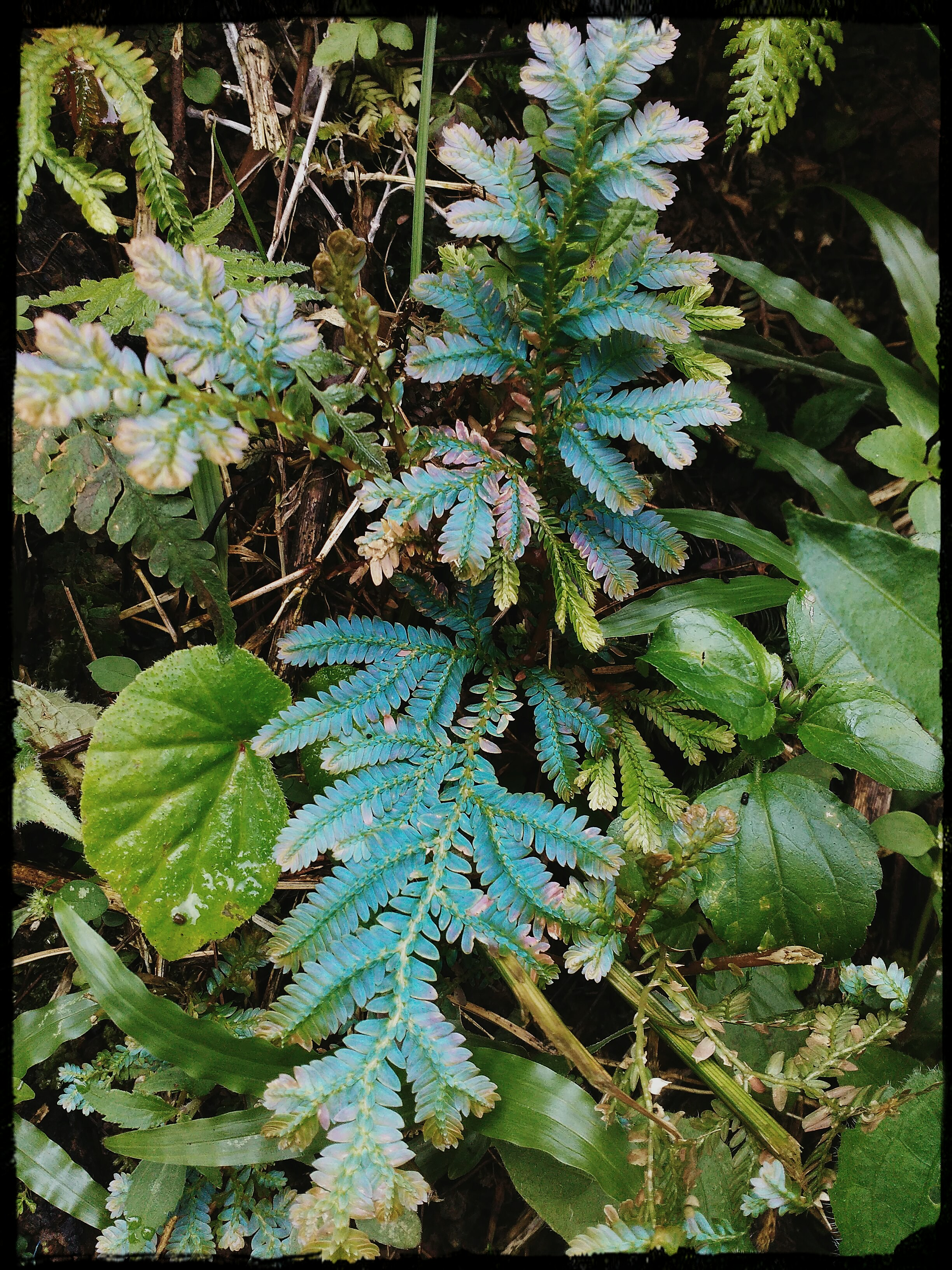
Selaginella caudata, une espèce de plante de la division Pteridophyta,peut changer la couleur de ses feuilles en bleu ou en violet lorsque la température de l'air est basse.

Pour une liste régionale vous pouvez consulter :
- Liste des familles botaniques présentes en Bourgogne ;
- La liste sera bientôt à jour.

### Plantes non vasculaires
Il n'existe pas de liste pour l'instant mais vous pouvez essayer :
- Bryophytes.

## Cas particuliers
- flore messicole
- flore obsidionale